# Madre (2017)
Madre (spanisch für Mutter) ist ein spanischer Kurzfilm aus dem Jahr 2017. Regie führte Rodrigo Sorogoyen. Der Film feierte auf dem Filmfestival Málaga 2017 Premiere und wurde auch auf dem Toronto International Film Festival 2017 gezeigt. Der Film wurde mit dem Goya 2017 für den besten Kurzfilm als auch für den besten Kurzfilm bei der Oscarverleihung 2019 nominiert. 2019 wurde eine Langfilmversion des Films veröffentlicht.

## Handlung
Marta und ihre Mutter kommen nach Hause und führen ein ungezwungenes Gespräch. Dieses wird von einem Anruf von Martas sechsjährigem Sohn unterbrochen. Er teilt ihr mit, dass sein Vater, Martas Ex-Mann, mit dem er in Südfrankreich Urlaub macht, allein am Strand zurückgelassen hat. Er hat Angst hat, da er nicht weiß, wo sein Vater ist. Marta beginnt nachzufragen, wo sich denn sein Vater aufhalten könnte, wie lange er schon weg ist und ob er weiß, wo er sich gerade befindet. Ihr Sohn kann die Fragen nicht beantworten und ist sich nicht sicher, ob er sich in Frankreich oder Spanien aufhält.  Marta fragt ihn, ob er rund um sich herum Menschen sieht. Er erwidert, dass niemand am Strand sei. Marta macht sich mehr und mehr Sorgen und stellt fest, dass das Handy ihres Sohnes fast keinen Akku mehr hat. Marta lässt ihre Mutter mit ihrem Sohn sprechen, während sie einen Freund des Vaters anruft. Doch auch dieser kann ihr nicht weiterhelfen, da er einige Zeit nicht mit ihm gesprochen hat. Ihr Sohn bittet um ein Gespräch mit ihr und die beiden bekommen immer mehr Angst und Panik. Der Anruf des Sohnes wird abgebrochen.
Marta ruft die Polizei an, die ihr mehrere Fragen stellt und sie dann auffordert, auf die Polizeidienststelle zu fahren und einen Bericht zu erstatten. Sie fragt sie, ob sie den Anruf verfolgen können und sie wiederholen, dass auf die Dienststelle kommen muss, um einen Bericht zu erstellen. Marta, jetzt frustriert und wütend, beschließt, nach Frankreich zu fahren, um nach ihrem Sohn zu suchen. Sie verlässt die Wohnung, aber als sie die Treppe hinuntergeht, klingelt das Telefon erneut. Es ist ihr Sohn. Sie bittet ihn, den Strand oder alles zu beschreiben, was er dort gesehen haben könnte. Sie sagt ihm, er solle den Strand entlang gehen. Doch Martas Mutter wandte ein, er solle an seinem jetzigen Ort bleiben. Während dieses Gesprächs erzählt er ihr, dass ein unbekannter Mann angekommen ist. Der Sohn sagt Marta, dass der Mann alleine ist und sich erleichtert. Der Mann winkt dem Jungen zu und ihr Sohn sagt am Telefon, dass er Angst habe und nicht mit dem Mann sprechen möchte. Marta sagt ihm, er soll weglaufen und sich verstecken. Dies tut er auch. Er sagt ihr, dass der Mann ihn sucht, und dann hört Marta die Stimme des Mannes, die dem Sohn eine Frage stellt, bevor der Anruf wieder abgebrochen wird. Marta verlässt die Wohnung. Der Film endet mit einer kurzen Aufnahme eines einsamen Strandes.

## Produktion
Der Film feierte am 17. März 2017 Premiere auf dem Filmfestival Málaga.